# Knutna nävar
Knutna nävar var ett kommunistiskt göteborgskt proggband som var aktivt på 1970-talet. Man gav ut två skivor på KPML(r)s (nuvarande Kommunistiska partiet) skivbolag Proletärkultur och två singlar gavs ut av Clarté ML. Några av deras mera kända inspelningar är "Sången om Stalin", "Det är något konstigt med friheten", "Arbetarbröder", "Lär av historien", och "Balladen om Ho Chi Minh".

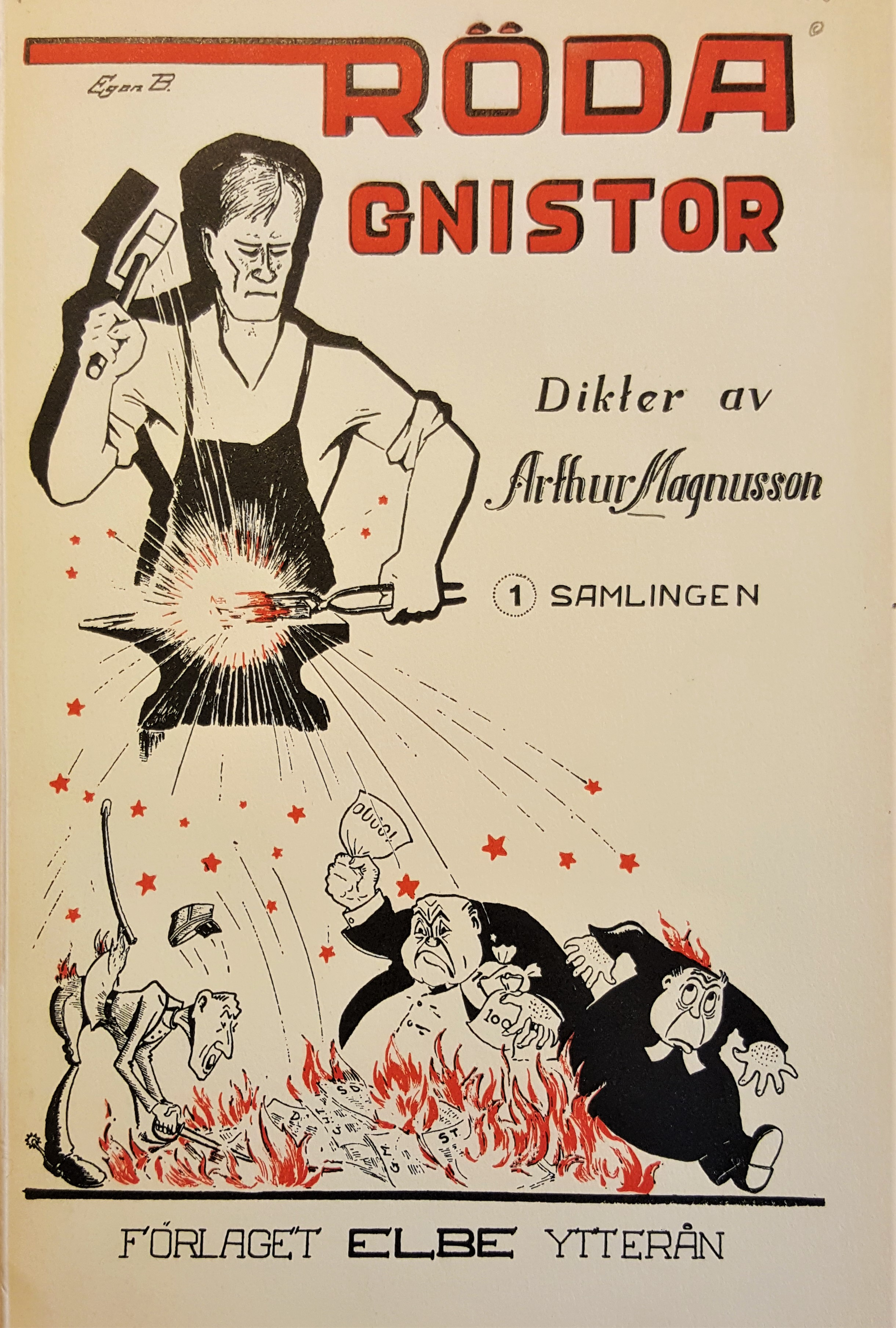
Nävarna tonsatte två av Arthur Magnussons dikter.

Många av melodierna är lånade från dels klassiska kampsånger, som den italienska "Bella ciao", dels klassiska amerikanska sånger, som till exempel sånger av Joe Hill och Woody Guthrie.
Man tonsatte även skriftställaren Arthur Magnussons dikter.
En av bandets medlemmar, Maria Ahlström, har varit ledamot av Lysekils kommunfullmäktige för Kommunistiska partiet. En annan av medlemmarna var skådespelaren Anders Lönnbro, känd från bland annat SVT-serierna Upp till kamp och Hammarkullen.

## Diskografi
- 1971 – Internationalen och andra revolutionära arbetarsånger
- 1972 – Dom ljuger (singel)
- 1972 – Vi slåss för vår framtid (dubbelsingel)
- 1973 – Hör Maskinernas Sång (liveskiva där andra band också deltar)
- 1973 – De svarta listornas folk